# Kefar Rosz ha-Nikra
Kefar Rosz ha-Nikra (hebr. ראש הנקרה) – kibuc położony w Samorządzie Regionu Matte Aszer, w Dystrykcie Północnym, w Izraelu. Członek Ruchu Kibuców (Ha-Tenu’a ha-Kibbucit).

## Położenie
Kibuc Kefar Rosz ha-Nikra jest położony na wysokości 41 metrów n.p.m. w północnej części równiny przybrzeżnej Izraela. Leży na południowych zboczach grzbietu górskiego Reches ha-Sulam (361 m n.p.m.), którym przebiega granica z Libanem. W odległości 0,5 km na zachód znajduje się wybrzeże Morza Śródziemnego. W miejscu, gdzie grzbiet górski Reches ha-Sulam styka się z Morzem Śródziemnym, są położone klify Rosz ha-Nikra. W odległości 0,5 km na północ od kibucu przebiega granica Libanu, a 1 km na południowym wschodzie wznoszą się wzgórza Zachodniej Galilei. Okoliczny teren opada w kierunku południowym. Na południe od kibucu przepływa strumień Chanita, który wpada do strumienia Becet. Grzbiet górski Reches ha-Sulam jest zalesiony. W otoczeniu kibucu Kefar Rosz ha-Nikra znajdują się miejscowość Szelomi, kibuc Chanita, oraz moszawy Becet i Liman. Na północny zachód od kibucu znajduje się nieczynne przejście graniczne Rosz ha-Nikra z izraelską bazą wojskową Rosz ha-Nikra, na północnym wschodzie jest izraelska baza wojskowa Dvoranit Sigint, oraz posterunek obserwacyjny UNIFIL. Po stronie libańskiej jest położone miasto An-Nakura i wieś Alma asz-Szab.

### Podział administracyjny
Kefar Rosz ha-Nikra jest położony w Samorządzie Regionu Matte Aszer, w Poddystrykcie Akka, w Dystrykcie Północnym.

## Demografia
Stałymi mieszkańcami kibucu są wyłącznie Żydzi. Tutejsza populacja jest świecka:

Źródło danych: Central Bureau of Statistics.

## Historia
Pierwotnie ziemie te należały do położonej bardziej na wschodzie arabskiej wioski Al-Bassa. Na początku XX wieku okoliczne grunty zaczęły wykupywać żydowskie organizacje syjonistyczne. W wyniku I wojny światowej nastąpiły duże zmiany terytorialne na Bliskim Wschodzie. Francusko-brytyjska umowa graniczna z 1920 roku nieprecyzyjnie określiła przebieg granicy między Brytyjskim Mandatem Palestyny i Francuskim Mandatem Syrii (w skład którego wchodził także dzisiejszy Liban). Okazało się, że granica przebiegała na północ od wsi al-Bassa. Sama wieś znajdowała się w Mandacie Palestyny, jednak znaczna część jej pól uprawnych znalazła się w Mandacie Syrii. W rezultacie mieszkańcy al-Bassa zostali odcięci od swoich pól uprawnych. Władze francuskie rozwiązały ten problem, przyznając w 1921 roku mieszkańcom al-Bassa obywatelstwo Mandatu Syrii. Równolegle pracowała mieszana komisja francusko-brytyjska, która do lutego 1922 roku ustaliła szczegółowy przebieg granicy. W 1923 roku oficjalnie potwierdzono, że al-Bassa znajduje się w Brytyjskim Mandacie Palestyny (zmieniono również przebieg granicy przy wiosce). W 1926 roku zmieniono obywatelstwo mieszkańców wsi na palestyńskie. Przy nadmorskich klifach Rosz ha-Nikra podczas II wojny światowej wybudowano most i tunel kolejowy. Przebiegająca tędy linia kolejowa miała umożliwić transport wojsk z Hajfy do Bejrutu w Libanie. Przyjęta 29 listopada 1947 roku Rezolucja Zgromadzenia Ogólnego ONZ nr 181 przyznała te tereny państwu arabskiemu. Podczas wojny domowej w Mandacie Palestyny na początku 1948 roku w okolicy tej stacjonowały siły Arabskiej Armii Wyzwoleńczej. W dniu 14 maja 1948 roku członkowie żydowskiej organizacji paramilitarnej Hagana wysadzili tutejszy tunel kolejowy. Uczyniono to, aby uniemożliwić wojskom libańskim wkroczenie do Palestyny i zaangażowanie się w wojnę domową. Po zakończeniu I wojny izraelsko-arabskiej podjęto decyzję o utworzeniu w tym miejscu żydowskiej osady rolniczej.
Grupa założycielska kibucu zawiązała się w pobliskim kibucu Chanita. W jej skład weszli zdemobilizowani żołnierze kompanii szturmowych Palmach, do których dołączyli młodzi imigranci z Europy. Współczesny kibuc został założony w dniu 6 stycznia 1949 roku, a 1 października 1950 roku przeniósł się w swoją obecną lokalizację. Z powodu bliskości granicy Libanu, kibuc początkowo był osadą wchodzącą w program Nachal, w którym mieszkańcy kibucu wykonując prace rolnicze pełnili jednocześnie obowiązki służby wojskowej. W miejscu tym prowadzono negocjacje i w dniu 23 marca 1949 roku podpisano porozumienie o zawieszeniu broni izraelsko-libańskim. W dniu 6 grudnia 1974 roku kibuc został zaatakowany przez palestyńskich terrorystów, którzy przeniknęli granicę z Libanu. Zranili oni dwóch mieszkańców kibucu i zostali wyrzuceni przez przybyłych żołnierzy. W kolejnych latach dochodziło do licznych przygranicznych incydentów ostrzału i prób infiltracji przez granicę. Doprowadziło to do wybuchu w 1982 roku wojny libańskiej. Izraelskie wojska między innymi tędy wkraczały do Libanu. Gdy w 1985 roku Izraelczycy wycofali się z Libanu, pozostawili w jego południowej części utworzoną „strefę bezpieczeństwa” za którą odpowiadała Armia Południowego Libanu. Na północny zachód od kibucu, po stronie libańskiej znajdowała się wówczas baza wojskowa Sił Obronnych Izraela. Podczas likwidacji „strefy bezpieczeństwa” w dniu 23 maja 2000 roku baza została opuszczona i przekazana w ręce Libańczyków. Tereny przygraniczne po stronie Libanu przejęła wtedy organizacja terrorystyczna Hezbollah, która wielokrotnie ostrzeliwała terytorium Izraela. Po II wojnie libańskiej w 2006 roku odpowiedzialność za libańską część granicy przejęły międzynarodowe siły UNIFIL, które utworzyły swoją główną bazę w pobliskim libańskim mieście An-Nakura. Na początku XXI wieku kibuc przeszedł proces częściowej prywatyzacji. W 2009 roku w jego wschodniej części wybudowano nowe osiedle mieszkaniowe, które umożliwiło wzrost populacji i pobudziło dalszy rozwój osady.

## Edukacja
Kibuc utrzymuje dwa przedszkola. Starsze dzieci są dowożone do szkół w kibucu Geszer ha-Ziw.

## Kultura i sport
W kibucu jest ośrodek kultury z biblioteką. Z obiektów sportowych jest basen pływacki, boisko do piłki nożnej oraz sala sportowa z siłownią.

## Turystyka
Największą tutejszą atrakcją turystyczną jest Park Narodowy Rosz ha-Nikra, a bardziej na południu jest położony Park Narodowy Achziw. Przy kibucu jest położona wieś wypoczynkowa Rosz ha-Nikra, w której można wynająć domki noclegowe i skorzystać z tutejszych plaż. Istnieje tutaj możliwość uprawiania różnych sportów wodnych.

## Infrastruktura
W kibucu znajduje się przychodnia zdrowia z gabinetem stomatologicznym, pralnia, sklep wielobranżowy i warsztat mechaniczny.

## Gospodarka
Gospodarka kibucu opiera się na rolnictwie i sadownictwie. Uprawia się banany i awokado. W mniejszym stopniu uprawia się warzywa, głównie w szklarniach. Tutejszy zakład badawczy biotechnologii Rahan koncentruje się na rozwoju technologii upraw glonów morskich i ich wykorzystaniu jako pasze dla drobiu. Ferma drobiu koncentruje się głównie na hodowli indyków. Coraz większą rolę w lokalnej gospodarce odgrywa obsługa ruchu turystycznego. Pomimo to, część mieszkańców kibucu dojeżdża do pracy w pobliskich strefach przemysłowych.

## Transport
Z kibucu wyjeżdża się na południe na drogę nr 4, którą jadąc na północny zachód dojeżdża się do Parku Narodowego Rosz ha-Nikra i nieczynnego przejścia granicznego Rosz ha-Nikra, lub jadąc na południe do skrzyżowania z drogą nr 899 (prowadzi na wschód do moszawu Becet i miejscowości Szlomi) i dalej do moszawu Liman.

## Osoby związane z kibucem
- Sacha Baron Cohen – brytyjski komik narodowości żydowskiej.
- Dekel Keinan – izraelski piłkarz.